# Фукамалаза
Фукамала́за (англ. Fukamalaza) — традиційна громада у складі дистрикту Нхата-Бей Північного регіону Малаві.
Населення — 14470 осіб (2018).